# Omelnyk (Polohy)
Omelnyk (ukrainisch Омельник; russisch Омельник Omelnik) ist ein Dorf im Norden der ukrainischen Oblast Saporischschja mit etwa 500 Einwohnern (2004).

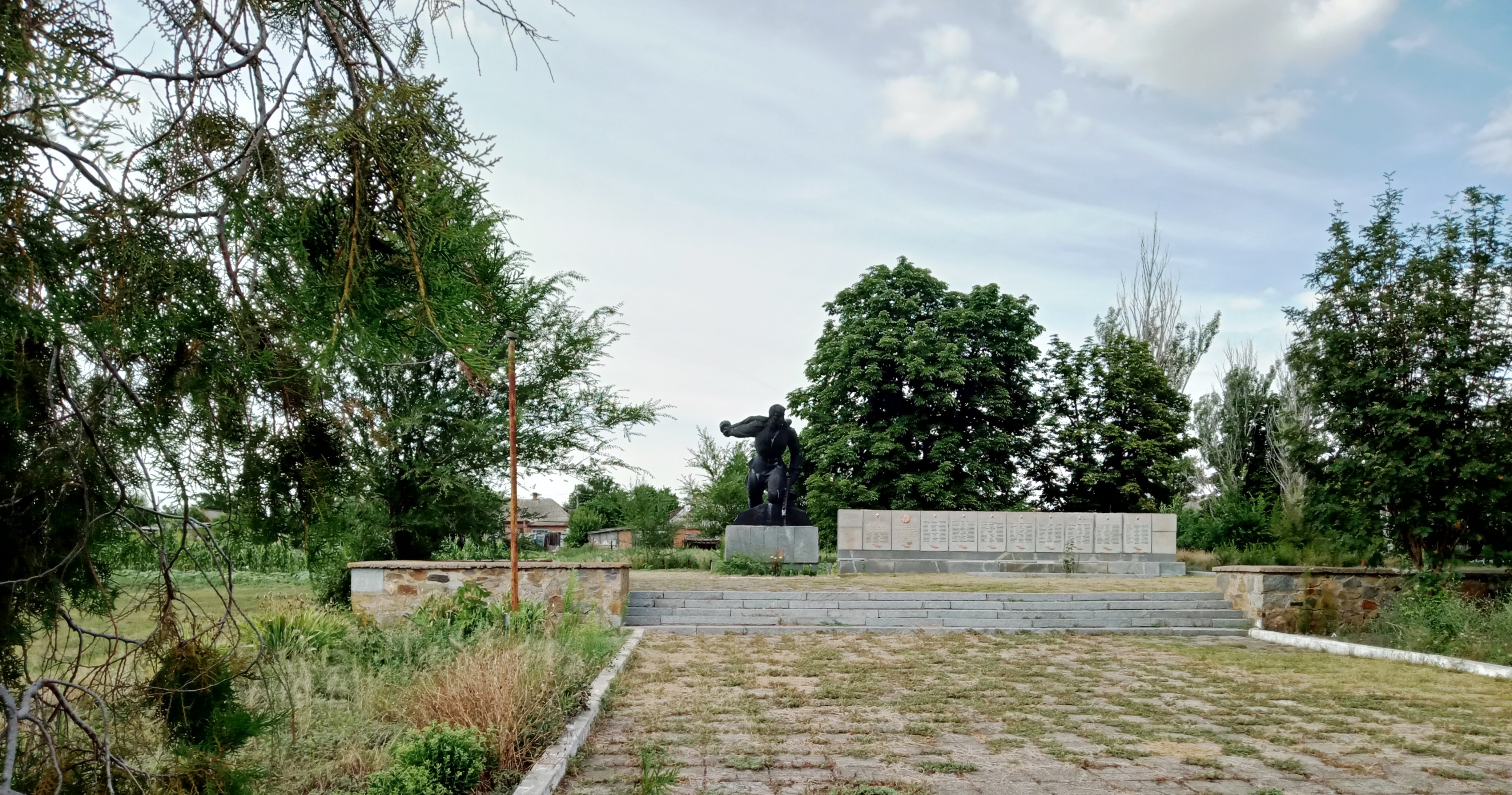
Denkmal im Ort

Das Dorf liegt am Ufer des Scherebez (Жеребець), einem 55 km langen Nebenfluss der Kinska und an der Kreuzung der Territorialstraßen T–08–14 und T–04–08. Omelnyk befindet sich 67 km südöstlich vom Oblastzentrum Saporischschja und 12 km nordöstlich vom ehemaligen Rajonzentrum Orichiw.
Am 6. August 2015 wurde das Dorf ein Teil der neugegründeten Landgemeinde Preobraschenka, bis dahin bildete es zusammen mit den Dörfern Schyroke (Широке), Swoboda (Свобода) und Tscherwonyj Jar (Червоний Яр) die gleichnamige Landratsgemeinde Omelnyk (Омельницька сільська рада/Omelnyzka silska rada) im Südosten des Rajons Orichiw.
Am 17. Juli 2020 kam es im Zuge einer großen Rajonsreform zum Anschluss des Rajonsgebietes an den Rajon Polohy.

## Persönlichkeiten
Im Dorf kam der sowjetische, am Bau der sowjetischen Atombombe beteiligte Energietechniker und Chefentwickler graphitmoderierter Kernreaktoren Nikolai Antonowitsch Dolleschal (1899–2000) zur Welt.